# Skyrmione magnetico

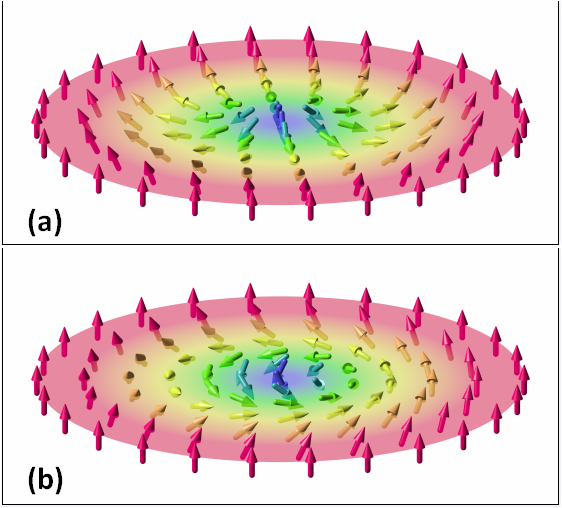
Il campo vettore bidimensionale degli skyrmioni magnetici: a) Skyrmione a riccio b) Skyrmione a spirale.

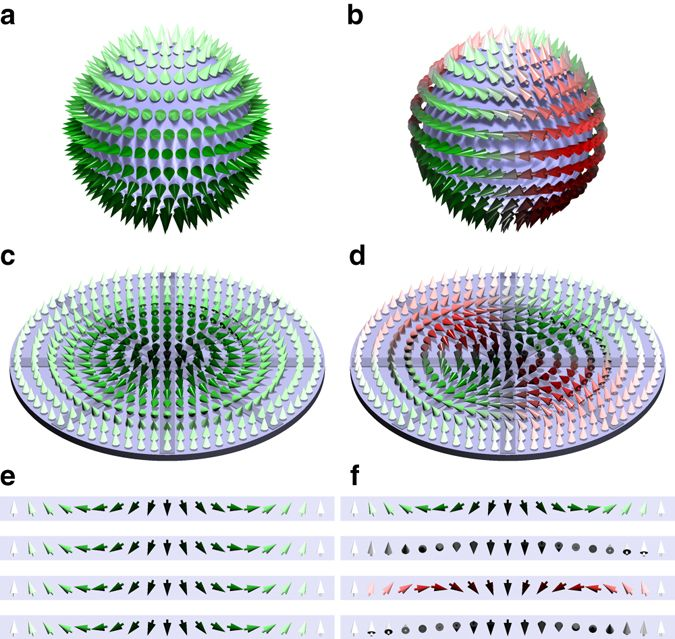
Configurazioni magnetiche a confronto dello Skyrmione e dell'anti-Skyrmione

In fisica, lo skyrmione magnetico (occasionalmente descritto come configurazione 'vortice'[1] o 'simile a un vortice') è una quasiparticella che è stata predetta teoreticamente e osservata sperimentalmente in sistemi di materia condensata. Gli skyrmioni magnetici possono formare i cosiddetti materiali "bulk" come lo MnSi, o sottili pellicole magnetiche. Sono chirali di natura, e possono esistere sia come eccitazioni dinamiche che come stati metastabili.